# Ralph Waldo Emerson
Ralph Waldo Emerson (1803–1882) là nhà viết tiểu luận, giảng viên, triết gia và nhà thơ người Mỹ, và cũng là người đi đầu trong phong trào tự lực cánh sinh và chủ nghĩa siêu việt (Anh ngữ: transcendentalism).

## Tiểu sử
Ralph Waldo Emerson sinh ở thành phố Boston, tiểu bang. Cha ông là một giáo sĩ Kitô giáo theo thuyết nhất vị1, giảng đạo ở Boston, qua đời khi ông lên 8 tuổi. Ralph Waldo Emerson vào học ở Đại học Harvard lúc mới 14 tuổi, nhận học bổng của đại học này và tốt nghiệp vào năm 18 tuổi. Ba năm tiếp theo, ông đi dạy học ở Boston, và sinh sống với chức vụ hiệu trưởng của một trường trung học phổ thông tư.
Năm 1825, ông theo học trường thần học Harvard Divinity School của Đại học Harvard. Năm sau, ông được chứng nhận là giáo sĩ giảng đạo, và bắt đầu rao giảng trong các nhà thờ ở Boston.
Năm 1829, ông trở thành mục sư theo thuyết nhất vị, rồi cưới vợ, nhưng vợ ông qua đời 17 tháng sau.
Năm 1832, vì bất đồng với các chức sắc giáo hội về lễ thông công và nghi ngại về việc cầu nguyện đã dẫn đến việc ông từ chức, như ông đã viết: "Phương thức này để tưởng nhớ Đấng Kitô không phù hợp với tôi. Đó là lý do tôi từ bỏ việc làm đó." Cùng năm này, ông đi châu Âu. Ông sống một thời gian ở Anh, gặp gỡ và giao thiệp với những nhân vật nổi danh như Walter Savage Landor (nhà thơ và cây bút viết văn xuôi, người Anh), Samuel Taylor Coleridge (nhà thơ dẫn đầu trường phái lãng mạn, cũng là nhà nhà phê bình, người Anh), Thomas Carlyle (sử gia, nhà phê bình xã hội người Scotland), và William Wordsworth, nhà thơ nổi tiếng của trường phái lãng mạn, người Anh).
Sau gần một năm, Emerson trở về Mỹ, rồi dời đến ngụ tại thành phố Concord, Massachusetts. Năm 1835, ông kết hôn lần thứ hai.
Năm 1836, ông cùng vài nhà trí thức thành lập Câu lạc Bộ thuyết Siêu việt.
Năm 1838, ông được mời trở lại giảng dạy ở Đại học Havard, nhưng vì có tư tưởng quá mới lạ, gây tranh cãi, việc giảng dạy ở đây chấm dứt.
Nhưng ông sinh sống nhờ vào thù lao của các bài giảng ở những nơi nào chấp nhận luồng tư tưởng của ông, và dần dà trở nên một diễn giả được ưa thích ở tiểu bang New England. Trong các buổi diễn giảng này, ông đề cập đến nhiều đề tài khác nhau.
Trong Phong trào Siêu việt, Emerson giao du thân mật với những nhân vật nổi tiếng đương thời như các nhà văn Nathaniel Hawthorne và Henry David Thoreau.
Emerson lại đi Anh từ năm 1847 đến 1848, được thỉnh giảng ở Anh. Giai đoạn này đóng góp nhiều tư liệu cho nguồn suy tư của ông, và tạo nên chất liệu cho nhiều tiểu luận dưới những tiêu đề khác nhau, kể các khía nhìn của một người Mỹ về nền văn hóa Anh.
Cuối thập kỷ 1870, sức sáng tác của Emerson bắt đầu chậm lại, nhưng uy tín của ông càng ngày càng dâng cao.

## Tư tưởng và Tác phẩm
Chịu ảnh hưởng bởi những luồng tư tưởng khác nhau như trường phái lãng mạn Anh, Học thuyết Tân Plato2 và triết lý của Ấn giáo, Emerson được nổi tiếng nhờ tài hùng biện cùng ngôn ngữ văn hoa nhằm thể hiện một cách hùng hồn ý tưởng của ông. Không như nhiều tác giả chỉ dùng ngòi bút, ông còn dùng ngôn từ qua những bài diễn văn, những tiết dạy thỉnh giảng cho sinh viên đại học... từ đó tạo sức thu hút mạnh mẽ đối với thính giả.
Trong thời gian học ở Đại học Harvard, Emerson đã bắt đầu viết lách, ghi lại những điều quan sát và suy tưởng. Sau này, ông sử dụng những chất liệu đó để gọt giũa thành những tiểu luận, bài thuyết trình..., rồi sau khi ông qua đời được tổng hợp để xuất bản trong bộ hồi ức Journals. Ông cũng được biết đến như là sinh viên đã phản bác những tư tưởng mà giáo sư truyền đạt, rồi tạo dựng luồng tư tưởng cho riêng mình.
Nhưng trong nghiệp viết, ông được người ta biết đến như là cây bút trừu tượng khiến cho người đọc khó thấu hiểu ông muốn diễn tả gì.
Tư tưởng của ông được trình bày rõ nhất trong quyển sách đầu tiên, Nature (1836). Khởi đầu, quyển sách này được ghi tác giả là vô danh; chỉ sau khi tái bản mới mang tên ông. Khởi đầu, quyển sách không được mấy ai để ý đến, nhưng dần dà được xem là tác phẩm quan trọng nhất của ông, chứa những ý tưởng nguyên thủy mà ông vận dụng để phân tích triết lý siêu việt. Triết lý này kêu gọi tạo sự tự do cho cá nhân, để thoát khỏi những ràng buộc do con người tạo ra cho con người. Tư tưởng như thế đi ngược lại với thuyết Calvin3 trong hệ thống Ky Tô giáo vốn thịnh hành thời bấy giờ.
Cũng dựa trên hệ thống triết lý này, vào năm 1837 Emerson đọc một bài diễn văn có tựa đề The American Scholar (Học giả Mỹ) tại đại hội những cựu sinh viên xuất chúng của Đại học Havard, cổ vũ cho sự độc lập về tư tưởng tri thức. Năm sau, ông đọc một bài diễn văn tại trường thần học Cambridge Divinity College. Bài diễn văn này, (không có tựa chính thức, nhưng sau đó được gọi là Address at Divinity College), làm dấy lên tranh luận sôi nổi vì có ý phê phán hệ thống tôn giáo truyền thống, cổ vũ cho sự tự lập và kinh nghiệm tâm linh trực cảm. Ông cũng gây một cú sốc cho giáo chúng Ky Tô khi đánh giá Giê-xu là một con người vĩ đại, nhưng không phải là thần thánh. Vì việc này, ông bị tố cáo là người vô thần. Dù bị công kích dữ dội, ông không trả lời. Cũng vì đã gây tranh cãi, Đại học Havard không mời ông đến giảng dạy cho đến 40 năm sau.
Tuyển tập đầu tiên những bài tiểu luận được in ra trong quyển Emerson’s Essays (1841). Tuyển tập này có những bài tiểu luận gây ảnh hưởng rộng theo những tiêu đề như lịch sử, tính tự lập, tình yêu, tình bạn, anh hùng tính, nghệ thuật...
Tuyển tập thứ hai có tư tưởng ôn hòa hơn, nhấn mạnh ít hơn đến bản thể và nhìn nhận rằng cuộc đời thực đặt ra nhiều hạn chế cho con người.
Trong thời gian này, ông cũng đóng góp bài vở cho tạp chí The Dial, cơ quan ngôn luận của phong trào siêu việt được thành lập năm 1840. Năm 1842, ông làm chủ bút của tạp chí này.
Năm 1846 (nhưng ghi năm xuất bản là 1847), ông cho xuất bản tập thơ đầu, lấy tựa đơn giản là Poems.
Tuyển tập Representative Men (1850) tổng hợp những bài giảng khác của ông về những danh nhân như nhà hiền triết Plato người Hi Lạp, triết gia Emanuel Swedenborg người Thụy Điển, và cây bút Michel Eyquem de Montaigne người Pháp.
Tuyển tập English Traits (1856) ghi lại những điều ông suy ngẫm sau khi quan sát xã hội và văn hóa Anh.
Riêng quyển The Conduct of Life (1860) là tác phẩm đầu tiên được đón nhận nồng nhiệt ngay lần ra mắt đầu tiên. Tuyển tập này bàn đến những đề tài như quyền lực, sự giàu có, định mệnh và văn hóa.
Tiếp đó là tập thơ May Day and Other Pieces (1867) gồm những bài thơ đã được gửi đăng ở các tạp chí triết lý và văn học.
Thêm một số tác phẩm được xuất bản rải rác: Society and Solitude (1870) tổng hợp thêm những tư liệu đã được sử dụng cho các bài giảng; tập thơ Parnassus (1874); Letters and Social Aims (1876); và Natural History of Intellect (1893).

## Danh ngôn
- Hãy kết thúc mỗi ngày và quên nó đi: bạn đã làm mọi việc có thể được. Bị vướng mắc và đối diện với chuyện vô lý, bạn hãy nhanh chóng quên hết đi. Ngày mai là một ngày mới; bạn sẽ phải bắt đầu ngày này trong thanh thản và với tinh thần cao, vì thế bạn không nên để chuyện không hay vướng bận mình.
- Những gì phía sau ta và những gì phía trước ta đều là vụn vặt so với những gì trong tâm tư của ta.
- Một khi bạn đã ra quyết định, cả vũ trụ sẽ cùng hợp sức để thực hiện nó.
- Trên đời này thật dễ dàng sống theo ý kiến của người khác; trong cô đơn ta cũng dễ dàng sống theo bản ngã của mình; nhưng một người vĩ đại là người mà khi ở giữa đám đông vẫn giữ cho mình một sự độc lập và ngọt ngào trong cô đơn.
- Sự kiện chính trong cuộc đời là ngày mà chúng ta bắt gặp một khối óc khiến chúng ta kinh ngạc.